# Mount Carmel (Pennsylvanie)
Pour les articles homonymes, voir Mount Carmel.
Mount Carmel est un borough du comté de Northumberland en Pennsylvanie, aux États-Unis. Il comptait 5 893 habitants au recensement de 2010.